# Jurijus
Jurijus ist ein litauischer Vorname slawischer Herkunft (abgeleitet von Jurij).

## Personen
- Jurijus Bluvšteinas (1929–1995), litauisch-sowjetischer Kriminologe und Professor der Litauischen Polizeiakademie
- Jurijus Veklenko (* 1990), litauischer Musiker